# Xasthur
Xasthur – amerykański zespół muzyczny, którego początków należy szukać w 1995 roku w Alhambra w Kalifornii.
Od początku do 2015 roku Xasthur był jednoosobowym projektem. Za muzykę, teksty oraz produkcję opowiadał wówczas Scott Conner (ur. 20 sierpnia 1973), nagrywający pod pseudonimem Malefic. Wczesne albumy Xasthur należą do ścisłego kanonu amerykańskiej fali black metalu końca lat 90. i wczesnych lat pierwszej dekady XXI w., zwłaszcza Telepathic With the Deceased, często uznawane za najlepszy album z podgatunku depresyjnego black metalu w amerykańskim wydaniu.
W 2010 roku Conner postanowił radykalnie zmienić kierunek muzyczny, całkowicie porzucając black metal na rzecz folku. Obecnie Xasthur funkcjonuje jako trio oraz gra koncerty, co przed rokiem 2010 nigdy nie miało miejsca.

## Obecny skład
- Malefic – głos, gitara (1995–)
- Chris Hernandez – gitara, głos (2015–)
- Rachel Roomian – bas (2015–)

## Dyskografia
| - Nocturnal Poisoning (2002) - The Funeral of Being (2003) - Telepathic With the Deceased (2004) - To Violate the Oblivious (2004) - Subliminal Genocide (2006) - Defective Epitaph (2007) - All Reflections Drained (2009) - Portal of Sorrow (2010) - Rehearsal '97 (1997) - A Gate Through Bloodstained Mirrors (2001) - Rehearsal 2002 (2002) - A Sermon in the Name of Death (2004) | - Orosius & Xasthur (1999) - Xasthur & Acid Enema (2002) - Nachtmystium & Xasthur (2004) - Xasthur & Angra Mainyu (2004) - Xasthur & Leviathan (2004) - Xasthur & Nortt (2004) - Xasthur & Striborg (2007) - Cryostasium & Xasthur (2007) - A Living Hell (2008) (razem z zespołem Black Circle) - A Darkened Winter (2001) - Suicide in Dark Serenity (2003) - Xasthur (2006) |